# 糸満ハーレー
糸満ハーレー（いとまんハーレー）は、沖縄県糸満市糸満の糸満漁港中地区で毎年旧暦5月4日（5月下旬～6月頃）に行われる行事である。秋の十五夜（旧暦8月15日）に行われる糸満大綱引と並ぶ、糸満市の伝統行事のひとつである。
ハーレーは約600年前に中国から伝わったとされており、爬竜船（はりゅうせん）を漕ぎ競い合うことで航海の安全や豊漁を祈願するものである。当日は糸満以外でも沖縄県内各地でおこなわれている。
他の地域ではハーレーシーズンの日曜日や祝祭日に催し、観光化するところが増えつつあるが、糸満ハーレーは神事性を重んじるため伝統通り旧暦の5月4日に行う。（那覇市では那覇ハーリーとしてゴールデンウィークの新暦5月3日～5日に行われる）

## シーズンの幕開け
ハーレーシーズンの幕開けは、一週間前（旧暦の4月27日）に港を見下ろす糸満市町端区の高台山巓毛（さんてぃんもう）で早朝5時にハーレー鉦（かね）を打ち鳴らし、時期の到来を人々に知らせる。そして当日の朝に山巓毛に南山ノロ・糸満ノロをはじめ、根神、糸満にある門中の世話人、ハーレーに参加する三村（西村・中村・新島）の代表者たちが一堂に集まり御願（ウガン）をする。この御願が済むと港では、ハーレーの行事の開始となる。
地元では「ハーレーの鉦が鳴ると梅雨が明ける」という言伝えがある（大会が行われるのは梅雨の中盤～末期と毎年異なる）。

## ハーレーの名称
沖縄県内では一般的に「ハーリー」と呼ばれているが、方言の大切さと伝統を重んじる糸満では、漁業のまちらしく行事本来の名称である「ハーレー」を使用している。一時期「爬龍船行事」「海神祭」と呼んでいた時期もあったが、昭和52年、伝統を重んじ「糸満ハーレー」に戻している。糸満海人(ウミンチュ=漁師)の血を引く隣町の八重瀬町港川や、県外では徳之島でも「ハーレー」と称して行事を行っている。

## 主な内容

### 御願（うがん）バーレー
漁協組合青年部による神事性を重んじる競漕。勝った順に白銀堂に詣でて、一年間の大漁祈願と航海安全祈願を行う。（850m）

### 青年バーレー
次代を担う青年層を育成する競漕。（850m）

### クンヌカセー（転覆競漕）
レースの途中で一斉に舟を転覆させ、泳ぎながら舟を元に戻し再び乗り込んで競漕する。糸満独自の操船技術を競う競漕形態。（※参照）（850m）

### アガイスーブ
種目の最後に行われる競漕で、各村のよりすぐれた漕ぎ手が出場する。距離も長く糸満ハーレー行事のハイライト。（2,150m）

### その他
以上の4つが糸満ハーレーの中心となる競漕で、他に、
- アヒル取り
- 職域ハーレー
- 中学・高校・教員・対抗競漕
- 門中ハーレー

などがある。

## 運営
糸満ハーレー行事委員会
- 沖縄県糸満市字糸満603番地の1
- 事務局　糸満漁業協同組合